# Bathymoorea renotubulata
Bathymoorea renotubulata är en ringmaskart som först beskrevs av Moore 1910.  Bathymoorea renotubulata ingår i släktet Bathymoorea och familjen Polynoidae. Inga underarter finns listade i Catalogue of Life.